# Королевство Смерть: Монстр
Королевство смерть: Монстр — полностью кооперативная, стратегическая игра, уникальный сплав настольной ролевой игры, тактических боев с миниатюрами и симулятора выживания целого поселения.

## Геймплей
Игра представляет собой сюжетно-ориентированную кампанию, которая проходит в течение примерно 30-ти лет. Большинство лет делятся на три фазы: охота, столкновение и поселение. Поскольку для завершения полной игры требуется около 60 часов игры, игра разработана таким образом, чтобы можно было легко записывать текущее состояние игры после завершения любой из вышеуказанных фаз и возобновлять её на следующих игровых сессиях, и менять игроков между сессиями.
Одним из постоянных элементов во всех раундах являются игровые персонажи, которые живут в поселении, которые создаются в начале игры или из других внутриигровых событий и могут умереть на этапе столкновения или многочисленных других действиях. У каждого персонажа есть набор характеристик (атрибутов), в том числе типичные для настольной ролевой игры, такие как сила и уклонение, а также показатели мужества и понимания. У персонажей есть атрибут — Безумие, представляющий, насколько психически нестабилен персонаж и как это может заставить персонажа совершать иррациональные действия в определённых событиях. Невменяемость — также помогает защитить персонажа от ужасов игрового мира. У персонажей также есть несколько очков Выживания, которые обычно расходуются, если игрок хочет избежать получения определённых видов урона или получить преимущество. Во время игры персонажи могут также получить постоянные травмы, которые влияют на их атрибуты или способность участвовать в определённых событиях, а также нарушения, которые также влияют на персонажа в ходе прохождения определённых этапов игры. Все эти атрибуты записываются и сохраняются между игровыми сессиями. Невероятное количество возможных вариантов и путей развития, случайных событий, сделает каждую компанию не похожую на предыдущую.

### Система ИИ игры
Каждое из чудовищ управляется специальной колодой ИИ. Чудовища реагируют на действия игроков, делая каждую битву уникальной. Игроки должны заранее тщательно готовиться к каждой битве и правильно выбирать то или иное оружие, необходимое снаряжение и продумывая тактику.

### Система крафта
В игре вы сможете изготавливать снаряжение из ингредиентов, которые вы получаете из поверженных монстров в процессе охоты. В игре более 330 предметов, которые можно сделать или получить тем или иным способом. Каждый персонаж в игре имеет 9 слотов для различного снаряжения, брони и оружия. Важно комбинировать различные предметы для получения максимальных бонусов от наборов и сетов, которые обеспечиваются специальной системой «схожести». Комбинируя и соединяя различные предметы, можно многократно увеличить их пользу и даже получить совершенно новые, уникальные свойства.

### Система Историй
Система истории - это специальные события, которые происходят как из-за действия и выбора игроков, так и по течению времени. Каждое действие и каждый ваш выбор, будут иметь определённые последствия.

## Игровой процесс

### Вступление
Игроки берут на себя роль выживших, которые, мгновение назад, едва спаслись от чудовищного белого льва. Формируя поселение поблизости, они празднуют эту победу ежегодным фестивалем фонарей, за которым следует церемониальная охота на другого монстра.

### Фаза охоты
В фазе охоты игроки выбирают жертву для охоты и её уровень; жертва более высокого уровня будет более смертоносной и её будет трудно убить, но за победу над ней будет получено больше наград. Затем они устанавливают ряд случайно выбранных карт событий, как общих, так и привязанных к конкретному монстру, на отмеченных местах вдоль линейной игровой доски, а также разыгрывают фигуры своих персонажей и монстров в определённых местах в соответствии с инструкциями руководства по игре. Затем игроки продвигаются по этим картам, перемещая своих персонажей на одну позицию, переворачивая карту на поле, следуя инструкциям и соблюдая все правила игры. Это может привести к травмам у персонажей перед охотой, столкновению с монстром, раньше или позже, чем ожидалось, или предоставлению других прибылей или убытков до охоты.
В определённые Года Фонарей, как указано событиями Поселения, игроки могут быть вынуждены столкнуться с существом Немезиды. В этих случаях фаза охоты отсутствует, и игра сразу переходит к фазе столкновения.

### Фаза столкновения
В фазе столкновения игроки сражаются с монстром способом, типичным для большинства настольных ролевых игр. Каждый монстр имеет уникальную колоду AI (искусственный интеллект) и карты Hit Location; до вскрытия, игроки вытягивают определённое количество карт AI, чтобы создать колоду для монстра для этого вскрытия. Количество карт в колоде ИИ обычно эквивалентно здоровью монстра; ранение монстра обычно удаляет AI карту из этой колоды. В каждом вскрытии игроки также заполняют игровое поле плитками ландшафта, которые могут повлиять на движение или создать укрытие. Поле имеет размеры 22 на 16 клеток.
Фаза столкновения разделена на раунды, большинство раундов начинаются с хода монстра. Контроль над монстром передается между игроками после каждого раунда, и, хотя в большинстве случаев игрок будет следовать инструкциям, приведенным на картах, и делать броски костей, контролирующему игроку также может потребоваться принять решение для монстра, который может принести пользу игрокам, а их текущий персонаж получает дополнительный бафф, если монстр атакует его. Игрок-контролер берет AI-карту, которая обычно указывает, на какого персонажа будет нацелен монстр, какой тип атаки (количество кубиков и минимальный бросок, который им нужен) и урон, который монстр может нанести, и специальные действия, которые могут произойти, если атака успешна. Успешные атаки монстров будут наносить урон по некоторым областям персонажа (например, голова или туловище).
После хода монстра все игроки ходят по очереди в любом порядке. Игрок, как правило, может перемещать своего персонажа и сражаться с монстром один раз за ход. Атака персонажа определяется его экипировкой и аналогичным образом использует броски костей, чтобы определить, был ли нанесен удар. При удачном попадании игрок берет карты Hit Location, описывающие, где находится существо, которого он ударил, после чего бросает кубик, чтобы определить, действительно ли он ранил монстра. Карта местоположения попаданий может включать в себя карту ловушек, которая сводит на нет все другие попадания и дает монстру немедленную атаку, реакцию монстра на неудачу ранения и / или специальный бонус, если игрок выполняет критический успех (обычно бросая 10 на 10-гранной кости). У игроков также есть ряд других действий, которые они могут выполнять по мере продвижения в других частях игры,
Повороты продолжаются таким образом, обычно до тех пор, пока колода ИИ не будет исчерпана, после чего дальнейшая рана победит монстра. Затем игроки получают ресурсы (как общие, так и специфичные для монстров) или другие награды, специфичные для сражения. Любые полученные ресурсы могут быть впоследствии использованы на этапе расчета.

### Фаза поселения
Этап поселения включает в себя множество возможных действий, таких как создание нового Снаряжения (то есть оружия или доспехов), случайное Событие Поселения, добавление в различные Места Поселения или потратить «Усилия» (специфическая валюта, полученная теми, кто пережил фазу Столкновение) в надежде получить другие бонусы. Ресурсы, полученные от Фазы Столкновения, сильно влияют на эту часть игры, поскольку игроки тратят ресурсы на создание новых принадлежностей или улучшения для поселению. Игроки могут попытаться открыть новые способности, которые затем будут предоставлены персонажам, которые вернутся в бой в будущих раундах. Игроки, которые потеряли своего персонажа в бою, могут набрать нового персонажа из членов поселения. Колода карт изображает населенные пункты, которые составляют поселение.

### Финал
Если численность поселения достигает нуля, поселение погибает, и игра заканчивается. В противном случае, пока есть персонажи, возвращающиеся со Столкновения или ожидающие в поселении, игра продолжается в течение трех этапов в течение примерно 30-ти лет. Если они выживут достаточно долго, выжившие должны в конечном итоге противостоять мощному существу, которое может легко уничтожить персонажей, если они не будут должным образом подготовлены. Если игроки могут пережить это, считается, что они выиграли игру. Падение этого существа считается концом игры, так как существо быстро уничтожит поселение, как только персонажи будут мертвы.

## Дополнения
Основная игра может быть расширена за счет дополнительных монстров для охоты и / или новых карт Улучшений. Каждый новый монстр включает в себя миниатюру монстра, специфические для монстра карты, связанные с фазами охоты и столкновения, новые карты Улучшений и, в некоторых случаях, новые карты поселений, связанные с этим монстром. Такие монстры обычно вводятся путем добавления новых событий урегулирования, которые вынуждают игроков сражаться с монстром, связываясь с основными игровыми событиями. Каждое расширение также включает в себя небольшой свод правил, в котором подробно описывается его интеграция в основную игру и любые новые специальные правила или сюжетные события.
Дополнения с Kickstarter 2012
Dragon King

Sunstalker

Lion God

Dung Beetle Knight

Flower Knight

Manhunter

Lion Knight

Spidicules

Gorm

Lantern Festival (Отменено)

Дополнения после Kickstarter 2012

Lonely Tree

Slenderman

Green Knight Armor

Дополнения с Kickstarter 2016

The First Hero

Nightmare Ram

Screaming God

Frogdog

Oblivion Mosquito

Pariah

Gryphon

Black Knight

Red Witches

Death Armor

Campaigns of Death

Inverted Mountain

Silver City

Honeycomb Weaver

Ivory Dragon

Abyssal Woods

## Разработка
Первоначальная идея игры была придумана Адамом Путсом примерно в 2008 году, когда он исполнял обязанности присяжного и читал книгу правил для ролевой игры; он верил, что сможет улучшить свои игровые системы. Ключом к его идее было использование миниатюр для игры, и он вложил около $ 10 000 собственных сбережений в поиск внештатных художников для разработки персонажей и концепт-арта для постановки «Смерть королевства» и использования 3D-печати для производства фигурок. Путс провел небольшую кампанию на Kickstarter в 2009 году, чтобы собрать около 1700 долларов для производства одной фигурки, которую он запланировал для игры. К 2010 году Путс работал с европейским художником, который мог массово производить фигурки из смолы.
В то время как миниатюры привлекли некоторое внимание, Путс все ещё хотел создать игру, которая бы соответствовала им, и начал её разработку. Путс ссылается на вдохновение от Heroquest и, в частности, его дополнительного продукта Warhammer Quest для механики игры. Его предыдущий опыт работы с веб-браузерными приложениями помог обеспечить, чтобы игровые системы имели смысл и имели необходимый поток. В 2009 году он начал ещё один Kickstarter, чтобы разработать игру как приложение для iOS , но Kickstarter не смог достичь своей цели в 10 000 долларов. После того как в ноябре 2012 года Путс приступил к разработке третьей игровой механики, он начал третью кампанию в поисках 35 000 долларов для завершения разработки и производства игры. Kickstarter завершил сделку с обещанным взносом в размере более 2 миллионов долларов, что позволило Путсу разработать планы расширения игры. Путс полагал, что он и его команда «перевыполнены» в этой кампании, заставляя его чувствовать себя «ответственным и униженным» благодаря поддержке игроков, и он начал использовать прибыль от дополнительных продаж для дальнейшего развития и расширения игры.
Kingdom Death: Monster 1.5
Путс запустил ещё один Kickstarter во время выходных дней в честь Дня Благодарения в США в 2016 году, чтобы продвигать обновленную версию игры Kingdom Death: Monster 1.5, которая включает в себя различные изменения и улучшения основной игры, а также новый контент в виде шестнадцати новых расширений, чтобы начать публикацию в 2017 году. Путс искал 100 000 долларов и предложили существующим владельцам стимул обновить свою версию до 1.5. Kickstarter заработал 1 миллион долларов в течение 19 минут с момента выхода в эфир, самый быстрый такой привод, по словам Дэвида Галлахера из Kickstarter. В течение недели было обещано не менее 5 миллионов долларов. Во время кампании Путс объявил о специальных расширениях, которые использовали лицензионные кроссоверы из Pathfinder и Hyper Light Drifter. Кампания завершилась с почти 12,4 млн долларов, обещанных от 19 264 спонсоров. В заключении Kingdom Death: Monster был самым прибыльным игровым проектом, который на тот момент финансировался через Kickstarter.
В четверг 12 октября 2017 года на Kickstarter Update 58, было объявлено что первая волна наград от 2016 года Kickstarter начнут отправлять спонсорам на 13 октября 2017 года (пятница 13-е).

## Миниатюры
Игра включает в себя самобытные миниатюры высокой детализации и качества исполнения.

## Перевод на русский язык
На данный момент существует лишь неофициальная локализация, доступная для ознакомления в мастерской Tabletop Simulator.

## Награды
2016 SXSW Best Crowdfunded Game of the Year Nominee 

2015 Golden Geek Most Innovative Board Game Nominee 

2015 Golden Geek Board Game of the Year Nominee 

2015 Golden Geek Best Thematic Board Game Nominee 

2015 Golden Geek Best Solo Board Game Nominee 

2015 Golden Geek Best Board Game Artwork/Presentation Nominee

## Критика
Kingdom Death: Monster считается настольной игрой-бутиком, поскольку стоимость игры составляет от 400 долларов США без дополнительных расширений, тогда как другие настольные игры обычно стоят значительно дешевле. Большая часть этой стоимости считается разумной из-за качества производимых элементов, особенно миниатюр, которые Путс заставляет художников разрабатывать и изготавливать с помощью 3D-принтеров.
Sam Machkovich из Ars Technica назвал саму игру «жестокой» по объёму материалов, поставляемых вместе с ней, и по оценкам времени игры, но полагал, что все это превращается в «совместное приключение четырёх игроков из ваших самых смелых мечтаний». Игра известна тем, что у неё невероятно корявое обучение, что делает её сложной, и её часто сравнивают с серией видеоигр Dark Souls.
Lillian Cohen-Moore из Bitch отметила, что большая часть искусства в Kingdom Death: Monster содержит откровенно сексуальные позы среди женских статуэток и рисунков в игре, заявив, что «Эта шкала женской сексуализации в характеристиках Kingdom Death перевешивает, для меня, любые другие достоинства этой игры могли бы пойти на это». Путс ответил, что, поскольку игра не предназначена для более юной аудитории, он не хотел мешать своей команде художников, вместо этого позволив им «раскрыть весь свой потенциал и чувствовать себя комфортно, исследуя мир кошмарных ужасов». Путс заявил, что « Королевство Смерть» включает в себя позы пин-ап, вдохновленные моделями пин-ап 1950-х и 1960-х годах мужских, так и женских персонажей, чувствуя, что они подходят для зрелой аудитории, предназначенной для игры. Charlie Hall из Polygon обнаружил, что некоторые изображения в руководстве к игре и рисунки были несколько гротескными и явными, отвлекали некоторых игроков и отвлекали внимание от самой игры, которую он считает не иначе как «мастерской».